# Zemljišne knjige
Zemljišne knjige (gruntovnica) su javne knjige (registar) u koje se upisuju nekretnine, vlasništvo i druga stvarna prava i neka obvezna prava na nekretninama te određeni drugi odnosi relevantni za pravni promet nekretninama. Zemljišne knjige, izvaci, odnosno ispisi i prijepisi iz zemljišne knjige uživaju javnu vjeru i imaju dokaznu snagu javnih isprava. Smatra se da zemljišna knjiga istinito i potpuno odražava činjenično i pravno stanje zemljišta. Zemljišne knjige se temelje na podacima katastarske izmjere.

## Zemljišne knjige u Hrvatskoj
Zemljišne knjige vode zemljišnoknjižni odjeli kao posebne ustrojstvene jedinice općinskih sudova. Zemljišne knjige vode se ručno (ručno vođena zemljišna knjiga) ili elektroničkom obradom podataka (EOP-zemljišna knjiga). 

### Sastav zemljišne knjige
Zemljišna se knjiga sastoji od glavne knjige i zbirke isprava. Za svaku glavnu knjigu postoji zbirka katastarskih planova te se vode posebni pomoćni popisi. Zemljišnoknjižni upisi provode se samo u glavnoj knjizi. 

#### Glavna knjiga
Za sva zemljišta jedne katastarske općine vodi se jedna glavna knjiga.
Glavna knjiga se sastoji od zemljišnoknjižnih uložaka, a u jedan zemljišnoknjižni uložak upisuje se samo jedno zemljišnoknjižno tijelo. Zemljišnoknjižno tijelo može se sastojati od jedne ili više katastarskih čestica koje se nalaze u istoj katastarskoj općini. Zemljišnoknjižno tijelo pravna je cjelina čiji se sastav može promijeniti samo zemljišnoknjižnim otpisom ili pripisom katastarskih čestica. 
Zemljišnoknjižni uložak sadrži:
- posjedovnicu (popisni list, list A),
- vlastovnicu (vlasnički list, list B), i
- teretovnicu (teretni list, list C).

Zatraži li to koji od suvlasnika, za njegov će se idealni dio otvoriti poduložak kao sastavni dio uloška. Poduložak sadrži također posjedovnicu, vlastovnicu i teretovnicu.

#### Zbirka isprava
Od svake isprave na temelju koje je dopušten zemljišnoknjižni upis zadržava se barem ovjerovljeni prijepis. Ulaganjem tih prijepisa nastaje zbirka isprava; prijepisi se uvezuju u sveske. 
Zbirka isprava uređuje se zajednički za sve glavne knjige koje se vode kod jednoga suda.

#### Zbirka katastarskih planova i pomoćni popisi
Katastarski planovi su planovi koje je izradilo tijelo nadležno za katastar zemljišta, prikazujući u njima položaj i oblik svih katastarskih čestica i zgrada, odnosno objekata koji se trajno nalaze na njima ili ispod njihove površine. Zbirka katastarskih planova je sredstvo koje služi korisnicima zemljišnih knjiga za lakše snalaženje glede položaja i oblika zemljišta. Za svaku glavnu knjigu postoji zbirka katastarskih planova.
Za svaku glavnu knjigu vodi se popis katastarskih čestica i popis njihovih adresa, popis vlasnika i nositelja prava građenja, popis predbilježenih vlasnika te drugi pomoćni popisi.

### Knjižni upisi
Knjižni su upisi uknjižba, predbilježba i zabilježba. 
Uknjižba je upis kojim se knjižna prava stječu, prenose, ograničuju ili prestaju bez posebnoga naknadnog opravdanja. 
Predbilježba je upis kojim se knjižna prava stječu, prenose, ograničuju ili prestaju samo pod uvjetom naknadnoga opravdanja i u opsegu u kojemu naknadno budu opravdana. 
Zabilježba je upis kojim se čine vidljivim mjerodavne okolnosti za koje je zakonom određeno da ih se može zabilježiti u zemljišnim knjigama. Zabilježbom se mogu osnivati određeni pravni učinci kad je to predviđeno zakonom.

## Poveznice
- EOP-zemljišna knjiga
- Katastar
- katastar i zemljišna knjiga Hrvatska tehnička enciklopedija, portal hrvatske tehničke baštine. LZMK